# Stuppington
Stuppington – wieś w Anglii, w hrabstwie Kent, w dystrykcie Canterbury. Leży 3 km na południowy zachód od miasta Canterbury i 88 km na wschód od centrum Londynu.